# Église de la Nativité-de-la-Sainte-Vierge de Mazeray
L'église de la Nativité-de-la-Sainte-Vierge est une église située à Mazeray, dans le département français de la Charente-Maritime en région Nouvelle-Aquitaine.

## Historique
L'église est inscrite au titre des monuments historiques par arrêté du 13 mars 1935.